# Назайкинский, Евгений Владимирович
Евге́ний Влади́мирович Наза́йкинский (12 августа 1926, Новая Малыкла, Ульяновская губерния — 3 апреля 2006, Москва) — советский и российский музыковед

, доктор искусствоведения, профессор Московской консерватории.

## Биография
В 1943—1950 годах служил в армии, участник Великой Отечественной войны.
В 1955 году окончил Государственный музыкально-педагогический институт им. Гнесиных. В 1952—1962 годах работал в Лаборатории музыкальной акустики.
С 1962 года преподавал на кафедре теории музыки Московской консерватории, в 1974—1996 гг. заведующий кафедрой, с 1976 г. — профессор.
Сын Владимир (род. 1955) — математик, член-корреспондент РАН.
Похоронен в Москве на Троекуровском кладбище.

## Научная деятельность
С 1967 — кандидат (диссертация «О музыкальном темпе», научный руководитель С. С. Скребков), с 1973 — доктор искусствоведения (диссертация «О психологии музыкального восприятия»). Редактор-составитель сборников «Музыкальное искусство и наука» (вып. 1-3, 1970-78), «Оркестр. Инструменты. Партитура» (вып. 1-2, 2003—2007).
Автор свыше 100 работ, среди которых:
Книги
- О музыкальном темпе. — М., 1965.
- О психологии музыкального восприятия. — М., 1972.
- Логика музыкальной композиции. — М., 1982.
- Звуковой мир музыки. — М., 1988.
- Стиль и жанр в музыке. — М., 2002.
- Сергей Сергеевич Скребков. Музыкант. Ученый. Педагог. Мыслитель. — М., 2005.
- Мое училище. Московская консерватория в годы Великой Отечественной войны. — М., 2005.
- История в музыке. Избранные исследования. — М., 2009.

Статьи
- О многослойности музыкального времени // Музыка и категория времени. М., 2003;
- О комбинаторике в творчестве С. С. Прокофьева // М. Е. Тараканов. Человек и фоносфера. Воспоминания. Статьи. М.; СПб., 2003;
- Пространственная музыка // Теория современной композиции. М., 2007;
- О предметности музыкальной мысли // Музыка как форма интеллектуальной деятельности. М., 2007;
- Фуга в творчестве И. С. Баха. Рахманинов. Вариации на тему Корелли // Из личных архивов профессоров Московской консерватории. М., 2008. Вып. 3.